# Jean-Philippe Janssens
Pour l’article homonyme, voir Janssens.
Jean-Philippe Janssens, dit Jeanfi Janssens ou Jeanfi, est un humoriste français, né le 8 décembre 1973 à Maubeuge (Nord). Il participe aussi aux Grosses Têtes depuis octobre 2016.

## Biographie
Jean-Philippe Janssens est né le 8 décembre 1973 à Maubeuge dans le Nord et a vécu ensuite dans le village de Beaufort, situé dans le même département. Il a un frère, Alexandre (décédé en juillet 1999), et deux sœurs, dont Evelyne atteinte d'une maladie dégénérative.
En 2006, il participe comme candidat « anonyme » au jeu À prendre ou à laisser animé par Arthur sur TF1. Il y représente le Nord-Pas-de-Calais pendant plusieurs numéros puis finit par remporter 150 000 euros (partagés avec un téléspectateur). En 2014, il participe à l'émission Recherche appartement ou maison de Stéphane Plaza sur M6.

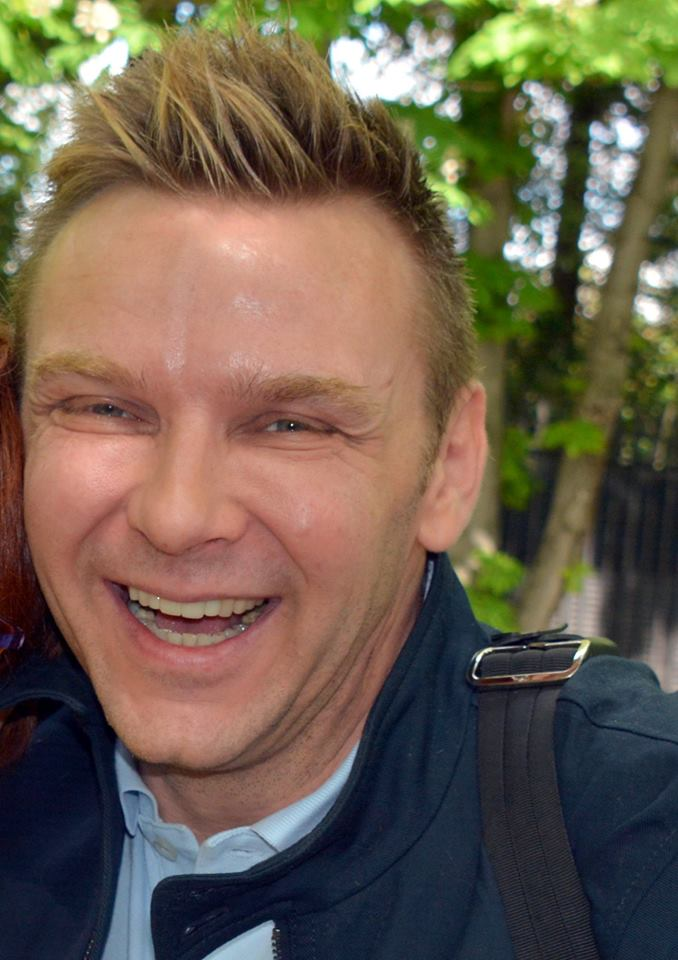
Jean-Philippe Janssens à l'enregistrement de l'émission Vivement dimanche, en 2018.

En janvier 2015, Jean-Philippe Janssens décide de prendre un congé sans solde de son travail de steward chez Air France pour se lancer dans une carrière d'humoriste sous le pseudonyme de Jeanfi (la compagnie désirant conserver ses liens avec ce vecteur de communication valorisant lui renouvellera ce congé l'année suivante). Ses sujets de prédilection sur scène sont ses parents, ses origines nordistes, son homosexualité, ainsi que celle de sa sœur, Évelyne, et les anecdotes amusantes vécues dans son métier de steward.
Depuis octobre 2016, il fait partie de la bande à Ruquier dans l'émission Les Grosses Têtes sur RTL.
Début 2017, il part en tournée théâtrale, aux côtés de Laurence Badie et Henri Guybet avec la comédie Que la meilleure gagne ! de Bruno Druart et Patrick Angonin, mise en scène par Jean-Philippe Azéma. En juin, il sera convié par Pierre Palmade pour rejouer le sketch Le Mexicain lors d'une soirée au Théâtre de Paris.
En 2017, il fait également ses débuts au cinéma, en jouant avec Dany Boon dans le film La Ch'tite famille.
Le 1er décembre 2017, il commence une série de représentations de son spectacle JeanFi décolle sur la scène de l'Alhambra, à Paris,.
En septembre 2018, il participe à l'émission de TF1 Stars sous hypnose, animée par Arthur.
À l'automne 2018, il participe à la neuvième saison de l'émission Danse avec les stars sur TF1, aux côtés de la danseuse Marie Denigot, et termine sixième de la compétition.
En janvier 2021, il participe à l'émission Stars à nu, qui sensibilise au dépistage du cancer du côlon.
En mai 2025, il participe à la saison 7 de Mask Singer sous le costume de l’Autruche.

## Filmographie

### Cinéma
- 2017 : Drôles de petites bêtes d'Arnaud Bouron et Antoon Krings : Siméon le papillon (voix)
- 2018 : La Ch'tite Famille de Dany Boon : Tony

### Télévision
- 2020 : Jusqu'à l'aube (saison 1 épisode 6 Les Empoisonneuses du fort) : lui-même
- 2020 : I Love You coiffure de Muriel Robin : Sacha (sketch Sacha)
- 2021 : Le Grand Restaurant III de Pierre Palmade : le client homosexuel
- 2024 : Benoît Gênant Officiel : Saison 1 - (Épisode 9) : lui-même

## Pièces de théâtre
- 2016 : Que la meilleure gagne ! de Bruno Druart et Patrick Angonin, mise en scène de Jean-Philippe Azema, Théâtre André Malraux
- 2017 : On se refait Palmade ! de Pierre Palmade, mise en scène de Pierre Palmade, Théâtre de Paris
- 2022 : Un couple magique de Laurent Ruquier, mise en scène Jean-Luc Moreau, théâtre des Bouffes Parisiens

## Spectacles

### Spectacle solo
- 2014 : Jeanfi au Sol et en Vol, de lui-même, mise en scène de Régis Truchy et Flore Vialet
- 2017 : Jeanfi Décolle, de lui-même, mise en scène de Flore Vialet
- 2024 : Jeanfi Janssens tombé du ciel, de lui-même, mise en scène d’Éric Théobald

### Festivals
- 2020 : Festival du rire de Liège  (diffusion sur C8) : animateur avec Chantal Ladesou
- 2023 : Jeanfi Jeanssens et Cécile Djunga font le tour du monde (captation au Festival de Liège en Belgique et diffusion sur Paris Première) : coanimateur

## Médias

### Émissions de télévision
- 2006 : À prendre ou à laisser sur TF1 : candidat
- 2014 et 2021 : Recherche appartement ou maison sur M6 : participant
- 2017-2019 : Vivement dimanche prochain sur France 2 : chroniqueur
- Depuis 2017 : Les Grosses Têtes, présenté par Laurent Ruquier sur France 2 et Paris Première : sociétaire
- 2018 : Danse avec les stars (saison 9) sur TF1 : candidat (classé 6e)
- 2020 : Festival du rire de Liège sur C8 : animateur avec Chantal Ladesou
- 2021 : Stars à nu sur TF1 : participant
- 2022 : Jeanfi Janssens ne perd pas le nord sur France 3
- 2022 : Le Grand Concours sur TF1 : candidat
- 2023 : Qui peut nous battre ? sur M6 : participant
- 2023 : Festival du rire de Liège sur Téva : animateur avec Cécile Djunga
- 2023 : 100 % logique sur France 2 : candidat
- 2024 : Le Maître du Jeu sur TF1 : candidat
- 2025 : Les touristes sur TF1 : ancien steward
- 2025 : Mask Singer (saison 7) sur TF1 : candidat

### Radio
- Depuis 2016 : sociétaire des Grosses Têtes, animé par Laurent Ruquier sur RTL
- 2020-2021 : animateur On ne répond plus de rien sur RTL.